# Acerra
Acerra (latin Acerrae) är en stad och kommun i storstadsregionen Neapel, innan 2015 provinsen Neapel, i regionen Kampanien i Italien.  Kommunen hade 59 910 invånare (2017) och ligger ca 20 km nordost om Neapel.

## Historia
Acerra är ett av de äldsta städerna i regionen. Den grundades troligen av oskerna och kallades Akery. Acerra var den första staden i den romerska republiken som fick statusen civitas sine suffragio (332 f.Kr.). Acerra var troget Rom under det andra puniska kriget och belägrades år 216 f.Kr. av Hannibal, som delvis förstörde staden. Den återuppbyggdes år 211 f.Kr. Staden blev municipium 22 f.Kr. och under kejsar Augustus tid var den en koloni för veteraner.
Staden är biskopssäte, den gamla domkyrkan förstördes av en jordbävning 1788.

## Administrativ indelning
Acerra är indelad i kommundelarna (frazioni) Pezzalunga och Gaudello.